# Livada (gmina Petreștii de Jos)
Livada – wieś w Rumunii, w okręgu Kluż, w gminie Petreștii de Jos. W 2011 roku liczyła 194 mieszkańców.